# Sânzieni

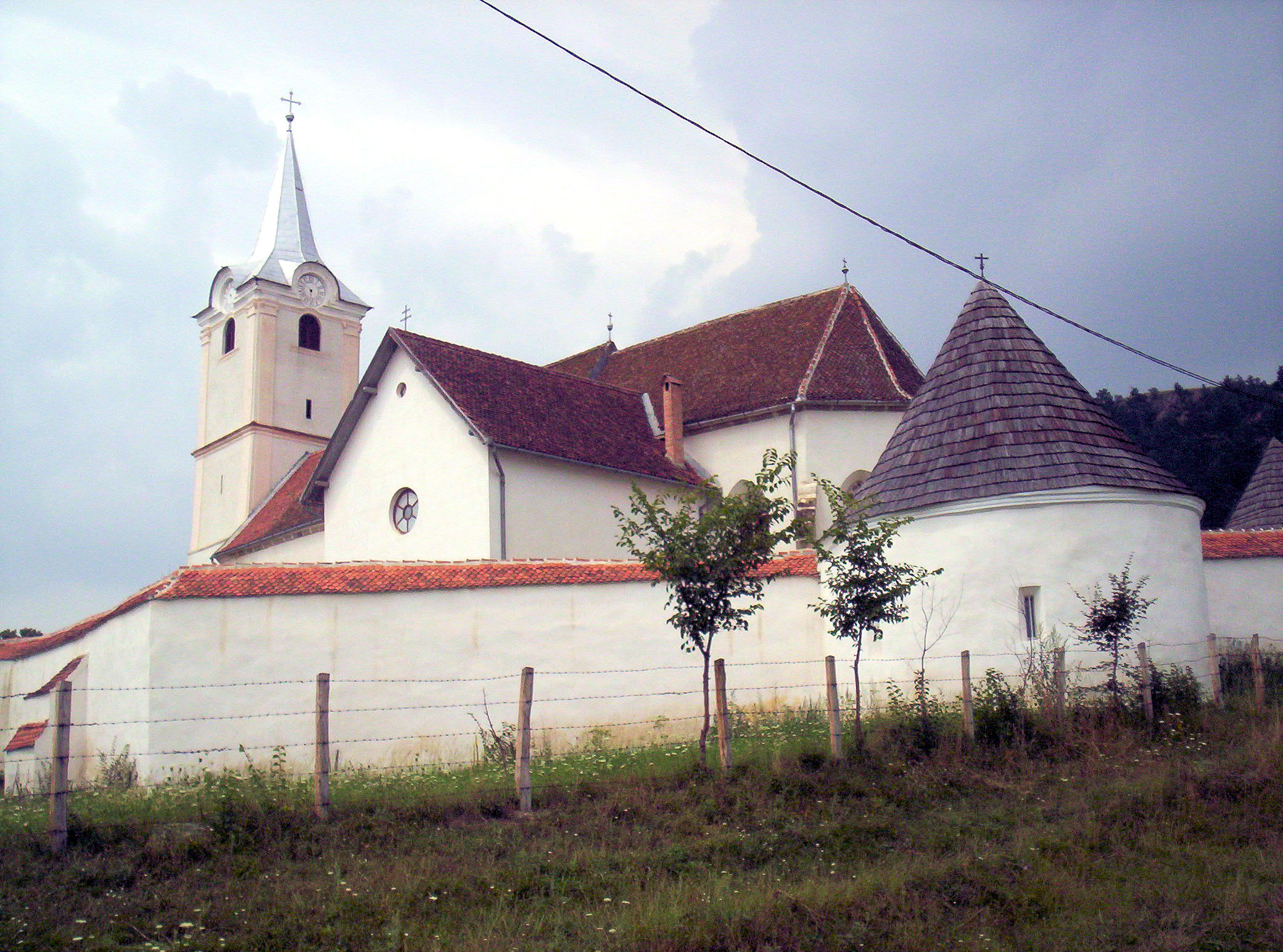
Igreja fortificada de Sânzieni

Sânzieni (em húngaro: Kézdiszentlélek) é uma comuna romena localizada no distrito de Covasna, na região histórica da Transilvânia. A comuna possui uma área de 96.70 km² e sua população era de 4650 habitantes segundo o censo de 2007.